# Бондаренко, Михаил Леонтьевич
Михаи́л Лео́нтьевич Бондаре́нко (21 ноября 1897, село Воскресенская Лашма ныне город Ковылкино Республики Мордовия  — 13 января 1959, Харьков) — советский инженер, строитель железных дорог; генерал-директор путевого строительства 3-го ранга (1945); Герой Социалистического Труда, почётный железнодорожник СССР.

## Биография
Родился 6 ноября 1897 года по старому стилю в семье машиниста Леонтия Григорьевича (уроженца г. Кременчуг) и его жены Елизаветы Игнатьевны. 
В 1915 г. окончил Рузаевское высшее начальное училище.
В 1918—1929 гг. работал помощником слесаря депо ст. Рузаевка, прорабом, техником, заместителем начальника Рузаевской дистанции пути.
В 1923 г. окончил Нижегородский высший практический институт по специальности «инженер-дорожник».
В 1924 г. вступил в ВКП(б) («ленинский призыв»).
В 1929—1938 гг. — начальник дистанции пути в Ульяновске, затем — в Алатыре, Пензе, Казани. Строил вагоноремонтный пункт на станции Сарапул, железнодорожные линии Тула — Сухиничи, Красный Лиман — Купянск.
С 1938 г. — начальник строительно-монтажного треста «Южтрансстрой» Южной железной дороги (Харьков).
С июля 1941 г. — начальник военно-эксплуатационного отеделения № 12 (впоследствии № 21); ликвидировал последствия бомбардировок Харьковского узла, сооружал земляное полотно Московского окружного кольца (Столбовая — Бекасово — Кубинка — Икша).
Под его руководством в военные годы построены:
- железная дорога Сталинград — Владимировка (180 км) к левому берегу Волги, с паромной переправой, временным выходом к тракторному заводу и постоянным — на станцию Гумрак (сентябрь — декабрь 1942 г.)[2][3][4] («Железнодорожное строительство № 10» НКПС);
- Волжская рокада на участке Иловля — Петров Вал (1000 км; март-июнь 1942 г.)[3];
- железная дорога Чапаевск — Пугачёвск — Урбах — Верхний Баскунчак («Железнодорожное строительство № 9» НКПС).

С 13 ноября 1943 по 1949 г. — заместитель начальника Южной дороги — начальник Управления строительно-восстановительных работ, в 1943—1959 гг. возглавлял трест «Южтрансстрой». Руководил строительством:
- корпусов Днепропетровского автомобильного завода,
- железной дороги Фёдоровка — Каховка и к Кременчугской ГЭС,

восстановлением (новым строительством) вокзалов в Полтаве (1947), Белгороде (1949), Харькове (1952), Лозовой, электрификацией на линии от Харькова до Лихачеве.
С 1955 г. работал в Министерстве транспортного строительства.

## Награды
- медаль «Серп и Молот» Героя Социалистического труда (5.11.1943, № 102) — за личные заслуги в обеспечении перевозок для фронта в тяжелых условиях военного времени
- два ордена Ленина (1937; 5.11.1943, № 16212)
- орден Трудового Красного Знамени (1939)
- орден Отечественной войны I степени (1945)
- 12 медалей
- три знака «Почётному железнодорожнику».